# Saint-Pierre-des-Bois
Saint-Pierre-des-Bois är en kommun i departementet Sarthe i regionen Pays de la Loire i nordvästra Frankrike. Kommunen ligger i kantonen Brûlon som tillhör arrondissementet La Flèche. År 2022 hade Saint-Pierre-des-Bois 225 invånare.

## Befolkningsutveckling
Antalet invånare i kommunen Saint-Pierre-des-Bois
| Referens: INSEE |